# Peter Lump
Peter Lump ist ein deutsches Filmdrama von 1916. 

## Handlung
Ein unehelicher Sohn hilft seinem Vater auf den Weg der Tugend zurück.

## Hintergrund
Produziert wurde er von der WW-Film Wauer & Co. Berlin, die Filmbauten errichtete Lasky. Der Film war der erste deutsche, bei dem Einstellungen in der Nacht in einer Straße mit brennenden Straßenlaternen und erleuchteten Fenstern gefilmt wurde. Damit wurde eine expressionistische Stimmung wie Jahre später in Karl Grunes Film Die Straße geschaffen. Die Sequenzen wurden leicht unscharf gefilmt um die Dürftigkeit der Häuserfassaden zu kaschieren.
Der Film hatte drei Akte und wurde von der Polizei Berlin im April 1916 mit einem Jugendverbot belegt (Nr. 39274). Die Uraufführung fand im Juni 1916 in Berlin im Tauentzien-Palast statt.